# Chapelle Saint-Camille de Bry-sur-Marne
La chapelle Saint-Camille est une chapelle située dans la commune de Bry-sur-Marne, et consacrée à Camille de Lellis. Elle appartient à un hôpital initialement créé par la communauté de l'Ordre des Clercs réguliers pour les malades, dit frères Camilliens.

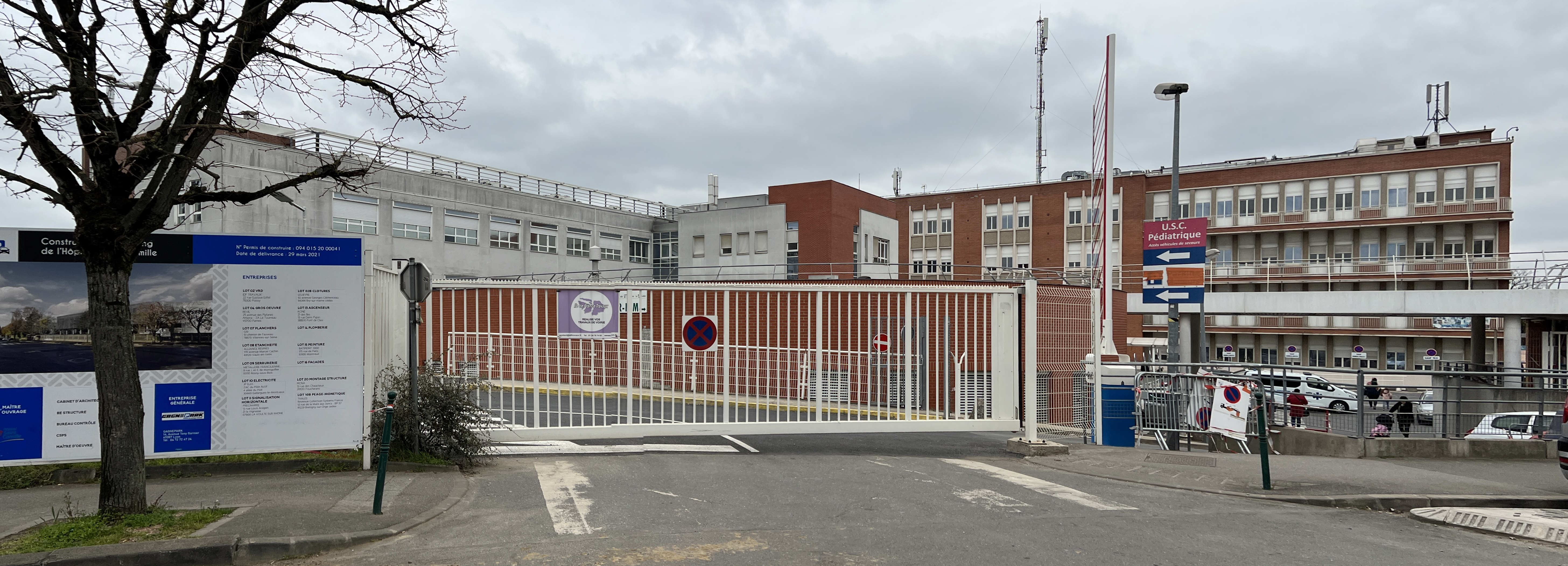
Entrée de l'hôpital Saint-Camille.

## Description
Elle tire son nom de l'hôpital Saint-Camille, et dans lequel résident les frères camilliens. Elle est située au premier étage du bâtiment.
La verrière a été dessinée en 1951 par Jacques Le Breton et réalisée par R. Brenner. Le chœur est orné d'une fresque, peinte par Lucien Fontanarosa en 1950, et représentant Marie médiatrice de toutes grâces en gloire.